# Vencillón
Vencillón – gmina w Hiszpanii, w prowincji Huesca, w Aragonii, o powierzchni 10,37 km². W 2011 roku gmina liczyła 455 mieszkańców.